# Переваловый
Переваловый (гора Исток Переваловый) — потухший вулкан на полуострове Камчатка, Россия.
Данный вулкан относится к Западному вулканическому району Срединного вулканического пояса. Он находится в верховье реки Переваловой (приток реки Тигиль), занимая водораздельный участок верховья рек Калгауч и Белая.
Занимает площадь 275 км², объем изверженного материала 60 км³.
Абсолютная высота — 1328 м, относительная: западных склонов — 600 м, восточных — 300 м.
Деятельность вулкана относится к среднечетвертичному периоду.